# Euphaedra cato
Euphaedra cato är en fjärilsart som beskrevs av Fabricius 1787. Euphaedra cato ingår i släktet Euphaedra och familjen praktfjärilar. Inga underarter finns listade i Catalogue of Life.